# São João da Boa Vista

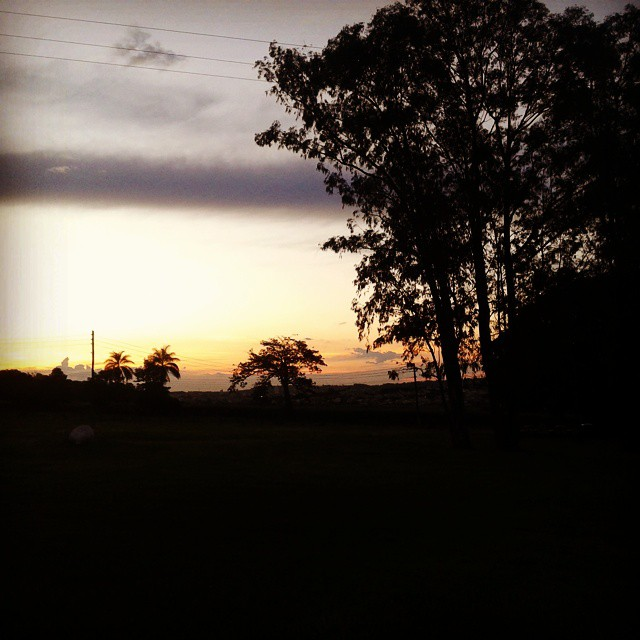
Pôr do Sol em São João da Boa Vista.

São João da Boa Vista é um município brasileiro do estado de São Paulo. Localiza-se na região Centro-Leste do estado a uma latitude 21º58'09" sul e a uma longitude 46º47'53" oeste, estando a uma altitude de 767 metros. Segundo a estimativa do IBGE de 2024 sua população era de 95.762 habitantes.

## História
As origens de São João da Boa Vista apresentam pontos controversos que jamais serão perfeitamente esclarecidos. Não há documentação fidedigna que traga prova irrefutável de como se deu sua fundação.
Aceita-se, no entanto, como fato comprovado que as terras que formam hoje o município pertenciam a Mogi Mirim e foram ocupadas por Antônio Manuel de Oliveira (vulgo Antônio Machado), que, juntamente com seus cunhados Ignácio e Francisco, chegou às margens do Rio Jaguari-Mirim, vindos de Itajubá no ano de 1821.
Antônio Machado doou o terreno para o patrimônio da futura população e, desde quando fora erguida a capela sob o patrocínio do monsenhor João José Vieira Ramalho, vinha o eclesiástico a ela, de sua Fazenda Pinheiros, a fim de celebrar missa aos domingos e, possivelmente, celebrar batismos e matrimônios. Nessas viagens, monsenhor tomou-se de amores pelo povoado incipiente, acabando por mudar-se para lá, adquirindo propriedades rurais e casas na parte povoada. Padre Ramalho deve ter sido um interessante tipo de pioneiro, destemido e que sabia batalhar pelas suas opiniões políticas. Sabe-se que tomou parte da revolução de 1842. Ainda hoje existem na Estação da Prata os córregos do Quartel e do Polvarinho, assim como a Serra do Paiol, que devem ser remanescentes dos nomes dados a pontos estratégicos utilizados nas empreitadas bélicas do ativo sacerdote.
O nome da cidade deriva do fato seguinte: os Machado chegaram aqui em vésperas de São João e resolveram dar o nome do santo festejado ao pouso onde se instalaram. Quanto ao resto do nome da cidade (da Boa Vista), explica-se pelas paisagens encantadoras que se descortinam das serras e da maravilhosa mutação de cores que apresentam aos que a admiram da cidade.
Em 28 de fevereiro de 1838, o pequeno povoado foi elevado à freguesia e, em 24 de março de 1859, lei provincial elevou a freguesia a vila. Existe ainda nos arquivos da Prefeitura a ata da instalação da nova vila, em cerimônia realizada em 7 de setembro de 1859.
O verdadeiro patrono do município foi Monsenhor João José Vieira Ramalho, pois sem seu interesse e sua proteção não se desenvolveria o pequenino burgo; o povo queria ser assistido por padre e sentia a necessidade de uma capelinha para a celebração da missa dominical e dos sacramentos. Padre Ramalho incentivou o aumento de população propiciando aos moradores aquilo que mais desejavam; estabelecendo-se depois aqui, deu ao município o impulso necessário para progredir.
Com os trilhos da Mogiana, chegou mais tarde um novo estímulo para o progresso pois facilitavam o intercâmbio econômico e cultural com cidades mais adiantadas e com a capital da então Província de São Paulo.
O município compreendia a própria sede e as vilas de Aguaí (então Cascavel), Vargem Grande e Prata que com o decorrer do tempo foram conseguindo sua autonomia, erigindo-se em cidades progressistas dignos rebentos de sua laboriosa cidade-mãe.
Surgiu então a primeira escola municipal, sendo primeiros professores registrados o casal Sandeville; a Prefeitura recebeu de Joaquim José de Oliveira, um prédio onde pudesse funcionar e a cidade foi crescendo devagar, espalhando-se pelos terrenos que margeiam o Jaguari, o rio da Prata e o córrego São João. As casas foram surgindo em depressões e colinas formando com os anos um aglomerado bastante denso.
Patrocinada por um sacerdote, como a cidade de São Paulo, São João da Boa Vista constituiu uma população extremamente religiosa. Em 1848 foi construída a primeira Igreja Matriz. Em 1890 foi construída a nova igreja e em 1912 foi ampliada, e quase toda reconstruída; a torre foi aumentada, foram edificadas duas capelas laterais e foi instalado o altar-mor, todo de mármore importado da Itália. O atual pároco, Cônego Antônio David, no início de suas funções realizou grande reforma no templo, pondo em ação os planos de seu antecessor, Monsenhor Vinhetas.

## Geografia

### Aspectos Físicos e Geográficos
São João da Boa Vista está na região cristalina da Serra da Mantiqueira (Região geomorfológica de Lindoia e Serra Negra) e próximas à linha de contato com a região sedimentar (Depressão Periférica), que estão a oeste do município, em direção a Aguaí.
As terras do município se encontram na Média Mogiana, fazendo parte da 5ª Região Administrativa do Estado e ainda é sede da microrregião de São João da Boa Vista. O clima e o tipo de solo propiciam ao município a predominância das culturas agrícolas e pecuárias.

### Topografia

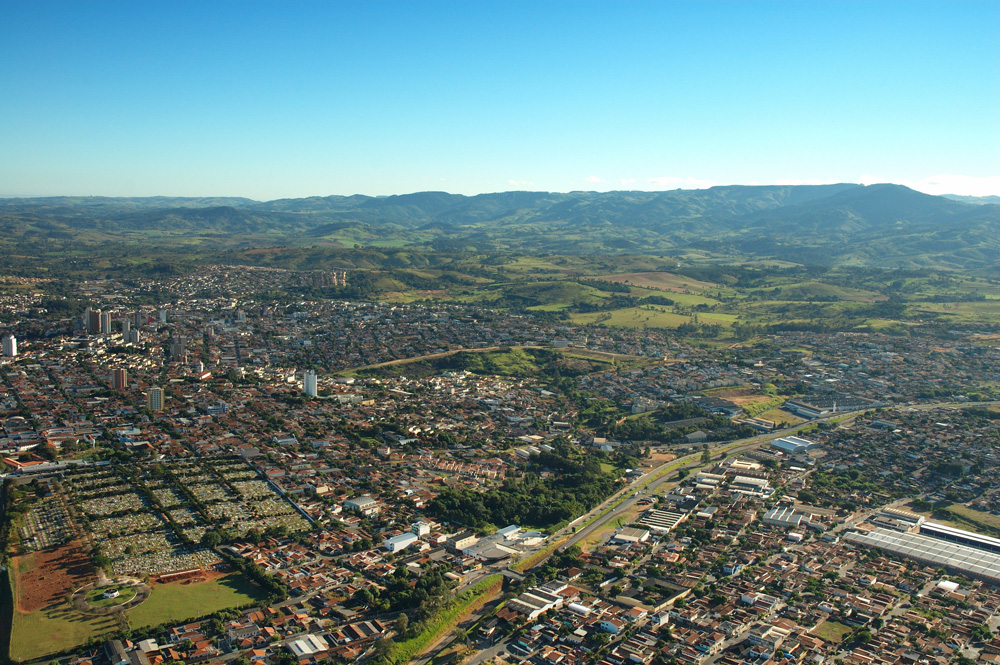
Vista Aérea

A cidade ocupa as primeiras colinas dessa área, que, se elevam, gradativamente, até o rebordo do também chamado de planalto de Poços de Caldas.
As colinas da parte urbana possuem altitudes de 730 metros, em média, e tendo como ponto mais alto o Morro do Mirante, com 1663 metros. Este sítio urbano, acidentado, explica a irregular malha urbana de São João da Boa Vista: algumas ruas, em ladeiras, não retilíneas, sem saídas ou praças parcialmente fechadas (Joaquim José). Tudo isto oferece ao habitante paisagens belíssimas, mesmo estando em meio aos edifícios. Para leste, pode se ver a belíssima serra, os horizontes são mais amplos e abertos, possibilitando assistir ao colorido “pôr do sol”, nos meses de abril a maio. A cidade faz jus ao “slogan” – “Cidade dos Crepúsculos Maravilhosos”.

### Clima
O clima é tropical quente. Os invernos não são rigorosos. Os dias são quentes, no verão, mas a brisa agradável das noites refresca as madrugadas. Junto às serras, que funcionam como barreiras interceptoras das massas de ar, que participam da formação do clima do Estado de São Paulo, há descarregamento maior da umidade, em forma de chuvas orográficas. Muitas vezes fortes e copiosas. A pluviosidade está em 1.140 mm anuais e as chuvas se concentram nos meses mais quentes, a partir de outubro. Não há no município um posto meteorológico com funcionamento pleno. Os mais próximos são os de Casa Branca e de Mococa. Assim os dados sobre a temperatura do ar podem ser estimados aproximadamente em: média 28 °C, máxima 34 °C, mínima 5 °C. Média no verão: 22 °C e média no inverno: 18 °C. Há um vento local que sopra do leste ou às vezes do sudeste ao qual os habitantes de São João da Boa Vista dão o nome de: "Boqueirão do Prata". A história registrou geadas fortes causadoras de grandes prejuízos ao café. Citamos as de 1870, 1886, 1902 e 1918. As geadas podem ocorrer em junho e julho, mas são fenômenos não habituais.

### Vegetação e ocupação do solo
A vegetação original já foi praticamente devastada. Dominava a mata tropical, com boas madeiras de lei.
A prática da agricultura e, de modo especial, a do café, colocou fim à parte florestada. Hoje, temos apenas pequenos vestígios desta mata, em grotões íngremes ou protegendo as nascentes ou minas d'água.
Na parte oeste do município, encontrávamos o início dos campos cerrados, com vegetação rasteira e arbustos retorcidos e de casca grossa. Hoje, já não existem mais. O solo, que era considerado improdutivo, foi corrigido pelas novas técnicas e esta área se tornou a melhor para a agricultura, pois é fácil a mecanização da lavoura, que aí se instalou. Já a área cristalina das serras, importante no início do café, tem terras cansadas pela agricultura tradicional e vítima da erosão, por causa dos acentuados declives. Hoje essas terras são ocupadas, principalmente, por pastagens e, em algumas áreas, a batata inglesa tem sido cultivada com sucesso.

### Solo
Dominam no município os solos: Podzólico Vermelho Amarelo - Orto (57%) - Este solo ocorre na área cristalina. É ácido e medianamente ácido. O relevo é o principal fator restritivo ao uso deste solo, seguido pela erosão, geralmente decorrente daquele fator e pela fertilidade. O manejo desse solo requer práticas agrícolas cuidadosas. É solo indicado para culturas permanentes, pastagens e florestamentos.
Vem, em seguida, o solo Latossolo Vermelho Amarelo-Orto, ocupando 24,6% da área do município. Também é solo formado a partir do Complexo Cristalino da região serrana, ocupando a área das meias encostas das serra e relevo ondulado.
Apesar de ser solo fisicamente bom, não havendo nesse particular nenhuma restrição ao uso agrícola, pois é solo profundo e com boa capacidade de retenção de água, não se presta na maioria dos casos, à culturas anuais, devido à declividade acentuada, sendo, portanto, mais indicado ao uso com culturas permanentes e, ainda, pastos e reflorestamentos. Convém salientar, entretanto, que nas áreas menos declivosas, o uso intensivo deste solo, com culturas anuais, se torna possível.

### Hidrografia
Os principais rios que cortam o município são: Rio Jaguari-Mirim, Córrego São João e Rio da Prata.
O nome Jaguari-Mirim vem do tupi-guarani. Segundo o professor Doutor Plínio Airosa significa: Jaguari - "rio da onça ou rio do cão", Isto é, onde a onça (ou o cão) bebe água. Mirim - rio pequeno. Grande só o Guaçu. O rio Jaguari-Mirim é tão emblemático para São João da Boa Vista figurando, por isto, em sua bandeira. É o "listrão" de prata na parte inferior de sua flâmula atravessando-a por completo simbolizando que faz o rio em terras são-joanenses.

## Demografia

### População
| Crescimento populacional                             | Crescimento populacional | Crescimento populacional | Crescimento populacional |
| Ano                                                  | População Total          |                          | %±                       |
| ---------------------------------------------------- | ------------------------ | ------------------------ | ------------------------ |
| 1872                                                 | 7 575                    |                          |                          |
| 1890                                                 | 16 174                   |                          | 113,5%                   |
| 1900                                                 | 20 166                   |                          | 24,7%                    |
| 1910                                                 | 38 080                   |                          | 88,8%                    |
| 1920                                                 | 51 993                   |                          | 36,5%                    |
| 1925                                                 | 44 143                   |                          | −15,1%                   |
| 1929                                                 | 55 488                   |                          | 25,7%                    |
| 1934                                                 | 41 406                   |                          | −25,4%                   |
| 1937                                                 | 41 204                   |                          | −0,5%                    |
| 1940                                                 | 39 155                   |                          | −5,0%                    |
| 1946                                                 | 38 322                   |                          | −2,1%                    |
| 1950                                                 | 33 874                   |                          | −11,6%                   |
| 1958                                                 | 39 956                   |                          | 18,0%                    |
| 1960                                                 | 39 551                   |                          | −1,0%                    |
| 1970                                                 | 44 471                   |                          | 12,4%                    |
| 1980                                                 | 55 938                   |                          | 25,8%                    |
| 1991                                                 | 69 148                   |                          | 23,6%                    |
| 2000                                                 | 77 387                   |                          | 11,9%                    |
| 2010                                                 | 83 639                   |                          | 8,1%                     |
| 2022                                                 | 92 547                   |                          | 10,7%                    |
| Est. 2024                                            | 95 762                   | [ 7 ]                    | 3,5%                     |
| Fontes: Censos Demográficos IBGE e Estimativas SEADE |                          |                          |                          |

### Dados demográficos
Em 2010, a população do município foi contada pelo Instituto Brasileiro de Geografia e Estatística em 83 639 habitantes, sendo o 84º mais populoso do estado e o 333º quarto do país, apresentando uma densidade populacional de 162,58 habitantes por quilômetro quadrado. O censo também revelou que 40 558 habitantes eram homens e 43 103 habitantes mulheres, sendo que 80 324 habitantes viviam na zona urbana e 3 337 na zona rural.

### Composição étnica
Em 2010, a população sanjoanense era composta por 67 004 brancos (80,11%); 4 093 negros (4,89%); 12 284 pardos (14,69%)  e 204 amarelos (0,24%) e 54 indígenas (0,06%).

## Economia
A sua participação no mercado estadual é número 79, e no mercado nacional é 248.
A cidade tem 415 indústrias, 1.404 prestadores de serviços, 42 agronegócios e 10 agências bancárias, além de ter 2.432 estabelecimentos comerciais.

### Comércio
São João da Boa Vista tem mais de 1.500 (um mil e quinhentos) estabelecimentos comerciais apoiados e fomentados por uma Associação Comercial e Empresarial atuante e de fundamental importância para o setor. A cidade cuida para que o comércio local se desenvolva sempre e mantenha-se na posição de centro regional de compras, firmando-se como uma importante atividade geradora de emprego e renda.

### Agricultura
Na agricultura, São João da Boa Vista destaca-se pela produção de milho, café, feijão, e principalmente cana-de-açúcar. Na pecuária, o principal produto é o gado de corte. Nesta região pode se encontrar uma usina de açúcar e álcool, que atende também municípios vizinhos.

### Indústria
A atual política de industrialização oferece uma série de benefícios visando atrair investimentos nos diversos setores produtivos, comerciais e de serviços. Entre os principais benefícios oferecidos por São João da Boa Vista destacam-se:
- a doação de área em distritos industriais com infraestrutura;
- isenção de tributos municipais;
- acompanhamento de todo o processo de transferência e instalação da Empresa no município quer nos aspectos de integração ao Grupo de Empresários local e regional, quer no relacionamento com as Instituições locais e finalmente na adaptação dos funcionários e familiares vindos com a Empresa à nova cidade.

No grupo que constitui as empresas locais, a de maior porte e capital, inclusive estrangeiro, é a usina de Álcool e Açúcar do município.

## Infraestrutura

### Educação
Encontram-se instalados na cidade 26 escolas municipais, 13 escolas estaduais e 27 escolas particulares.  O índice de alfabetização do município ultrapassa 94% do total de habitantes e o índice de educação é de 0,749.
A cidade também conta com escolas profissionalizantes e de qualificação profissional, das quais podemos destacar o Senai, o Senac e o Sebrae.
Com relação as escolas de ensino superior, a cidade conta com o Centro Universitário das Faculdades Associadas de Ensino (UNIFAE),  o Centro Universitário da Fundação de Ensino Octávio Bastos (UNIFEOB) e um câmpus da Universidade Estadual Paulista (UNESP). Há também instalado no município, um câmpus do Instituto Federal de Educação, Ciência e Tecnologia (IFSP-SJBV), que além de oferecer cursos técnicos e profissionalizantes, também possui cursos de nível superior.

### Transportes
De acordo com o IBGE, o município possui uma frota de 55 732 veículos, o que corresponde a 6,6 veículos para cada 10 habitantes.

### Comunicações
A cidade possui vários jornais impressos, duas revistas, duas emissoras de televisão local e quatro emissoras radiodifusoras. A Prefeitura Municipal também oferece a população Internet gratuita por redes sem fio.

#### Telefonia
O sistema de telefones automáticos foi inaugurado na cidade em 1961 pela empresa Serviços Municipais de Telefones Automáticos (SMTA), administrada pela Companhia Telefônica Brasileira (CTB). Já o sistema de discagem direta à distância (DDD) foi implantado em 1976 pela Telecomunicações de São Paulo (TELESP) com o código de área (0196).
Na década de 90 o código DDD da cidade foi alterado para (019), para padronização do sistema telefônico com a telefonia celular que estava sendo implantada em todo o estado.

#### Televisão
A cidade possui duas emissoras com transmissão de conteúdo local e regional:
- TV União - emissora regional de sinal aberto no canal 22.1 HD e digital, e também por TV a cabo.
- TV SerrAzul Paulista - emissora disponível por canal fechado de TV a cabo, e aberta pela sua página de Internet.

Em 13 de fevereiro de 2012, iniciam-se as transmissões de TV em formato digital para São João da Boa Vista e Aguaí, com a EPTV Central de São Carlos, afiliada da Rede Globo.

## Cultura e lazer

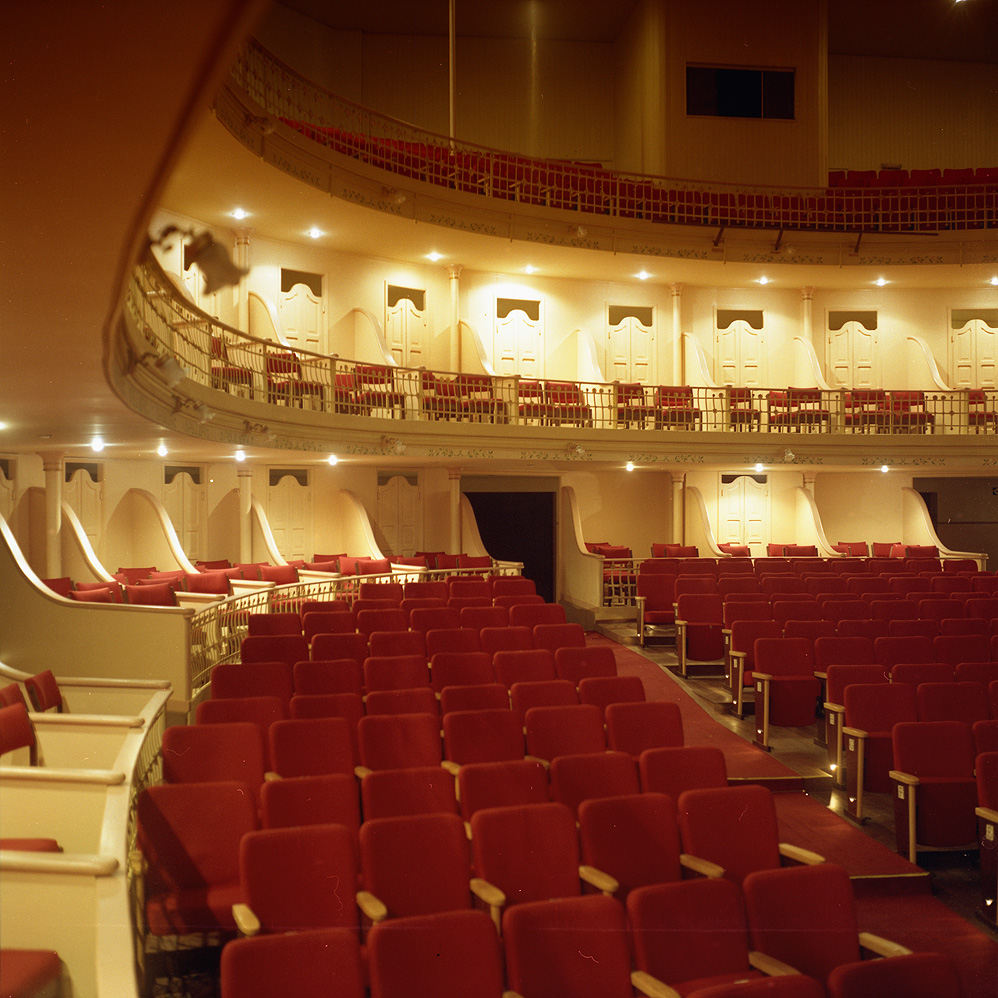
Vista interna do Teatro Municipal

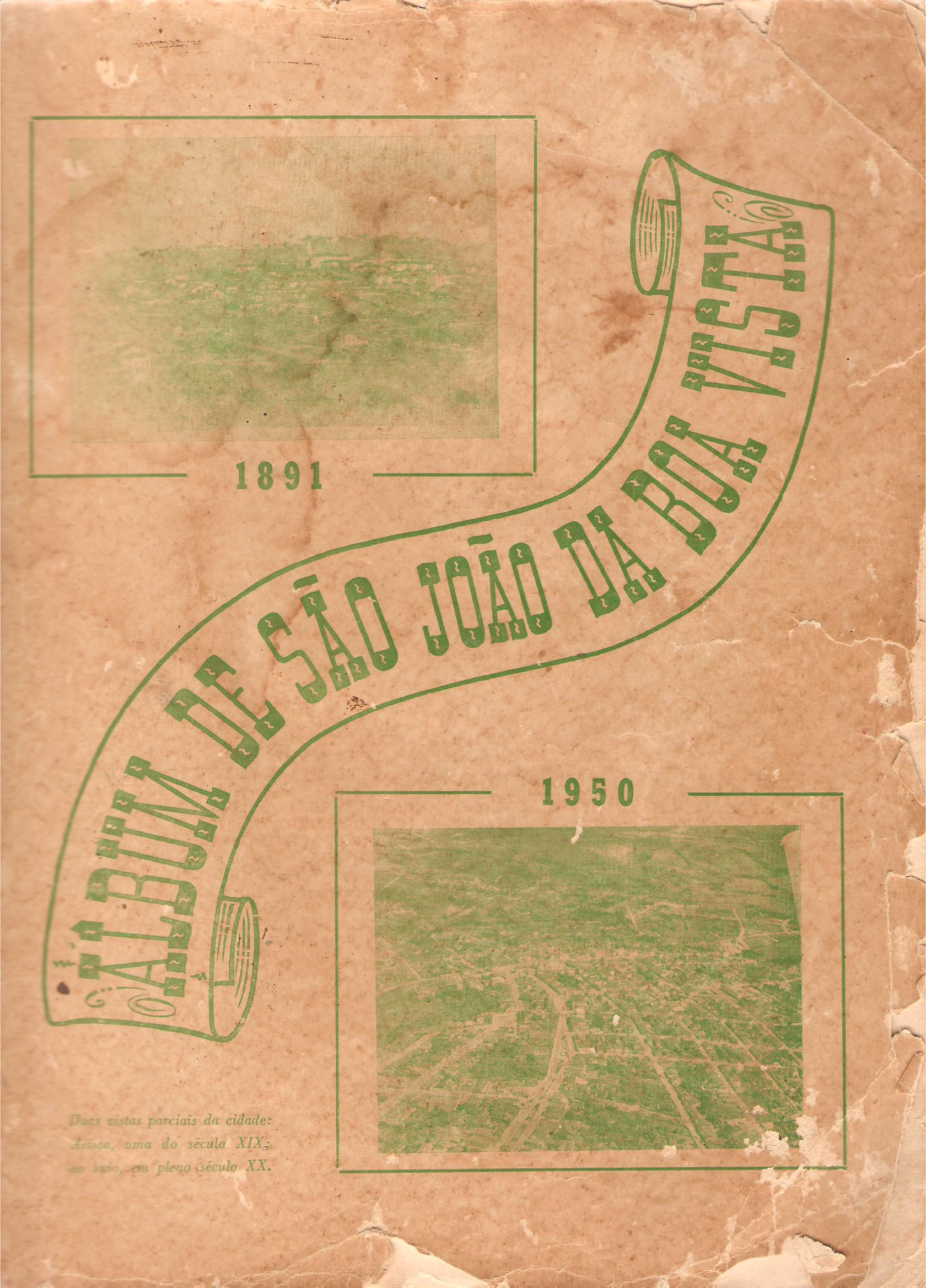
Álbum de Fotos de 1950

- Teatro Municipal: inaugurado em 1914 sendo restaurado nas décadas de 1980 e 90 e transformado em Centro Cultural da Região. Tombado pelo CONDEPHAAT[21][22] e CONDEPHIC[23] (Conselho do Patrimônio Histórico, Cultural e Ambiental do Município de São João da Boa Vista). Possui capacidade para cerca de 760 pessoas.
- Museu Histórico e Pedagógico Armando Salles Oliveira: construção de 1870, possui acervo histórico. Pertence à prefeitura.
- Museu de Arte Sacra da Diocese: possui um acervo rico em paramentos dos séculos XIX e XX, em tecidos bordados à ouro e prata. Imagens em madeira do século XVIII, objetos religiosos, pinturas e mobiliário da época.
- Academia de Letras de São João da Boa Vista: é uma entidade sem fins lucrativos, fundada em 1971. Foi declarada de "Utilidade Pública" pela lei estadual 3.041/81 e pela lei municipal 112/75. Seu lema: "Os livros governam o mundo".

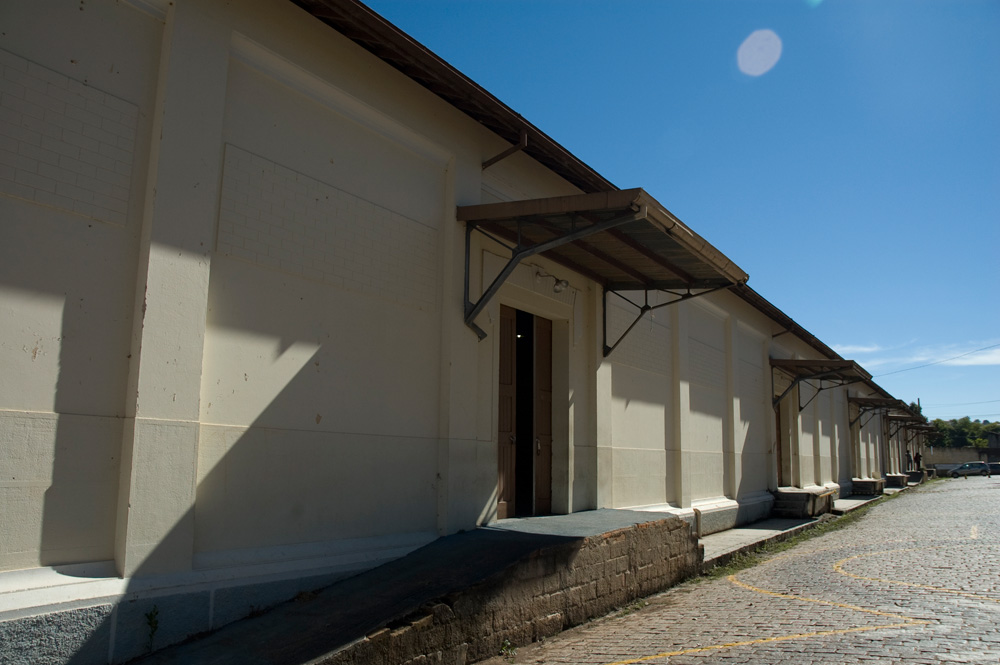
Espaço Cultural "Fernando Arrigucci"

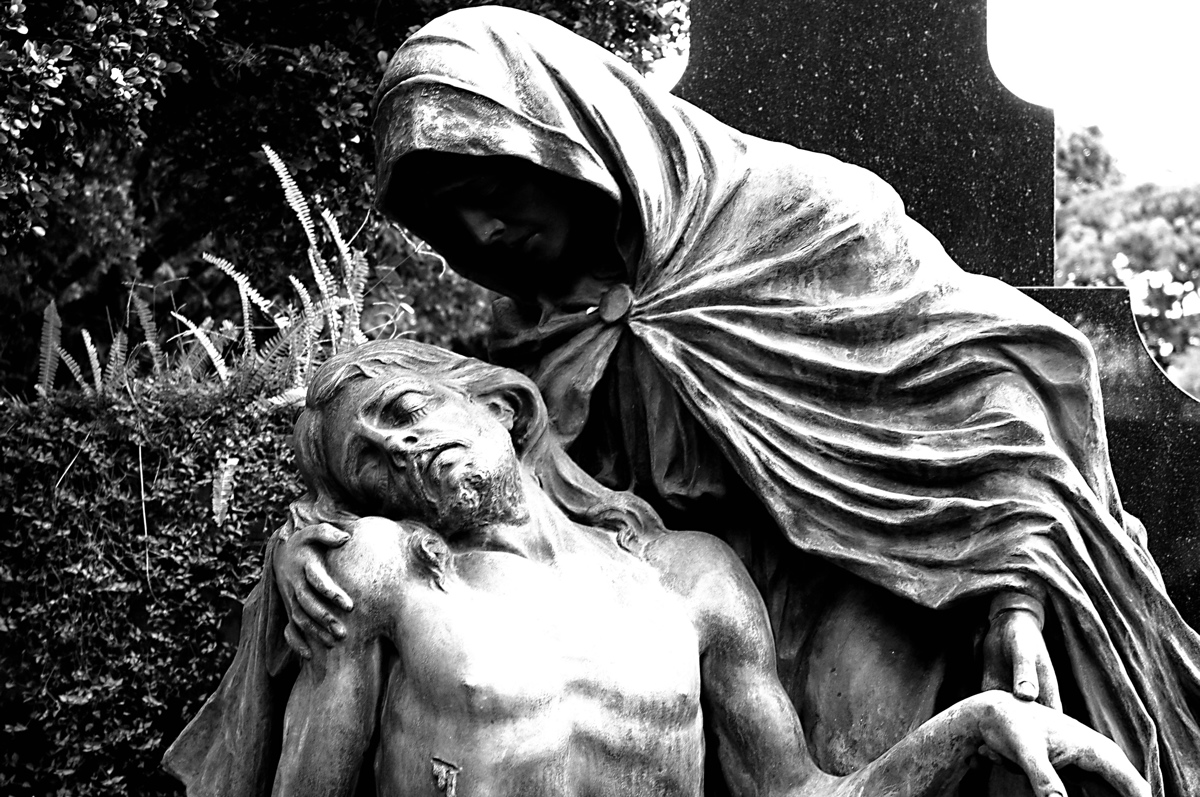
Obra exposta no Cemitério São João Batista

- Espaço Cultural Fernando Arrigucci
- Centro Cultural Pagu: abriga a Biblioteca Municipal "Jaçanã Altair" com acervo completo de jornais, revistas, biblioteca infantil, sala de leitura de periódicos, gibiteca, mapoteca, grande quantidade de livros para pesquisa, leitura. Junto ao Centro Cultural também está a Casa do Artesão, onde vários artesãos da cidade expõe e vende seus mais variados trabalhos. O nome do Centro Cultural homenageia a escritora sanjoanense Patrícia Rehder Galvão (Pagú).
- Cine Ouro Branco: possui uma grande sala de cinema, com capacidade para 1.000 assentos.[24]
- Exposição Agropecuária, Industrial e Comercial (EAPIC ): mais tradicional festa de toda a região de São João da Boa Vista e atrai visitantes de vários estados do Brasil. O evento é conhecido como "a festa country mais completa do país", por reunir diversos eventos simultâneos, que vão de exposições agropecuárias a shows com os "tops" no cenário musical, do sertanejo ao pop-rock. Sua exposição agropecuária é reconhecida e muito respeitada em todo o Brasil, reunindo animais de todo o País e também do exterior, com julgamentos ranqueados por associações.
Dentro da programação, o público pode conferir diversas outras atrações além das tradicionais exposições de bovinos e equinos, como exposições de ovinos e caprinos (que tem por finalidade fomentar o desenvolvimento da cadeia produtiva da ovinocultura na região de São João da Boa Vista), prova de Charrete, prova de Hipismo Clássico e Marcha de Equinos e Muares. 
O Rodeio é outro atrativo da EAPIC. As provas de montaria em touros e em cavalos fazem parte do Circuito Nacional de Rodeio, organizado pela CNAR – Confederação Nacional de Rodeio. O primeiro colocado em montarias em touros disputará a grande final do Circuito Barretos de Rodeio, em agosto.
O evento ocorre sempre na 2ª semana de julho, no Recinto de Exposições José Ruy de Lima Azevedo.
Em 2011, aconteceu a 38ª edição do evento,  completando 73 anos, pois a sua primeira edição ocorreu em 1938 e voltou no final dos anos 1960 simultaneamente com a Exposição Regional de Animais e Produtos Derivados da Região Agrícola de Campinas[25][26][27]

## Religião

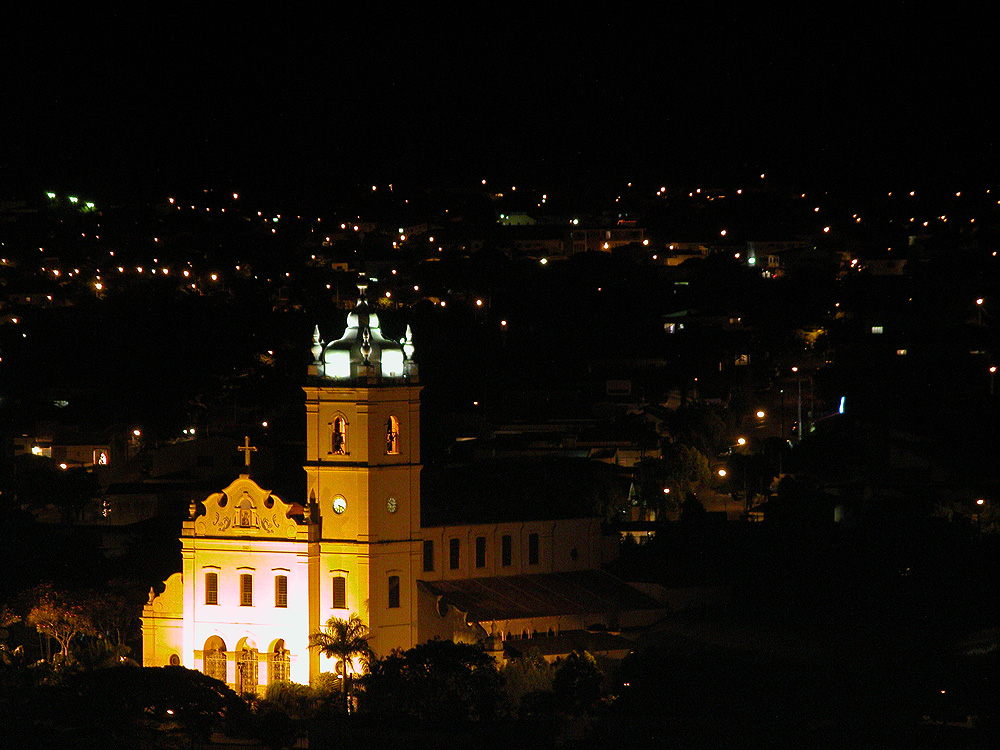
Paróquia Santuário Nossa Senhora do Perpétuo Socorro.

A população de São João da Boa Vista é composta, segundo o Censo Demográfico de 2010, de:
- 57 818 católicos apostólicos romanos;
- 16 359 evangélicos;
- 3 597 sem religião;
- 3 217 espíritas;
- 1 021 testemunhas de Jeová;
- 351 de múltiplas religiosidades;
- 60 de religião umbanda e candomblé;
- 46 católicos apostólicos brasileiros;
- 41 ortodoxos;
- 35 budistas;
- 167 pessoas declararam que não sabem;

O Cristianismo se faz presente na cidade da seguinte forma:

### Igreja Católica
A religião predominante em São João da Boa Vista é a católica, fato que está intimamente ligado a história do município. A cidade é a sede da Diocese de São João da Boa Vista, que abrange 18 municípios paulistas.

### Igrejas Evangélicas
Entre as igrejas protestantes históricas, pentecostais e neopentecostais, encontram-se na cidade:
- Na cidade foi fundada a 1° Igreja do Evangelho Quadrangular do Brasil, no ano de 1951.[34]
- Assembleia de Deus Ministério do Belém.[35][36]
- Congregação Cristã no Brasil.[37]
- Igreja Presbiteriana Independente do Brasil.[38]